# Joachim Draber
Joachim Draber (* 28. Mai 1939 in Kalkreuth, Landkreis Meißen) ist ein ehemaliger deutscher Politiker (SED). Er war 1989/90 Vorsitzender des Rats des Bezirkes Leipzig.

## Leben
Draber, Sohn eines Bauern, besuchte die Grundschule und absolvierte eine landwirtschaftliche Lehre. 1958/59 arbeitete er als Schaffner beim VEB Kraftverkehr Waldheim, 1959/61 als Kraftfahrer und Einsatzleiter beim Rat der Stadt Waldheim. Von 1961 bis 1963 leistete er Dienst bei der Nationalen Volksarmee. 1964 erhielt er sein Facharbeiterzeugnis und wurde Meister der Landwirtschaft. Später qualifizierte er sich durch ein Fernstudium an der Fachschule für Finanzwesen zum Ingenieur-Ökonom sowie durch ein Studium der Rechtswissenschaften an der Humboldt-Universität zu Berlin 1975 zum Diplom-Juristen.
1964 trat er der SED bei. Von 1969 bis 1978 war er Stellvertreter des Vorsitzenden, von 1978 bis 1983 Vorsitzender des Rates des Kreises Döbeln (Nachfolger von Alexander Wilke). Ab September 1983 wirkte er als Erster Stellvertretender des Vorsitzenden, vom 21. Dezember 1989 bis April 1990 als Vorsitzender des Rats des Bezirkes Leipzig. 
Am 30. Januar 1990 trat Draber aus der SED-PDS aus. Die Partei sei, so Draber, durch ihre Vergangenheit schwer belastet und „zur radikalen Erneuerung offensichtlich nicht fähig“. Sie stehe der Erneuerung des Landes vielmehr im Wege.